# Kilburn High Road
Kilburn High Road – stacja kolejowa w Londynie, na terenie London Borough of Camden. Leży na linii Watford DC Line, którą obsługuje należący do władz samorządowych brytyjskiej stolicy przewoźnik London Overground.  W roku statystycznym 2007/08 ze stacji skorzystało ok. 916 tysięcy pasażerów. W systemie komunikacji miejskiej Londynu należy do drugiej strefy biletowej.

## Galeria

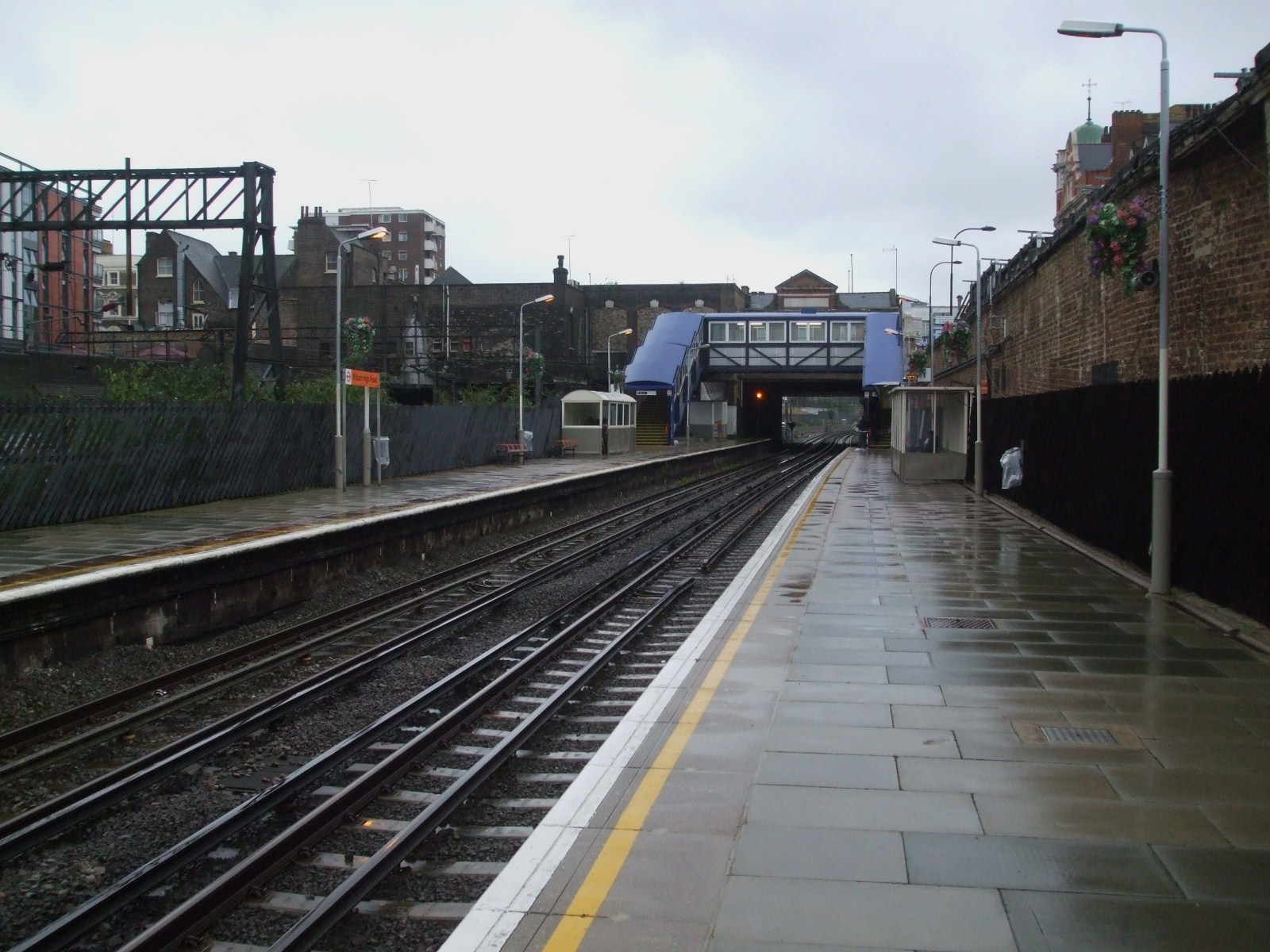
Perony
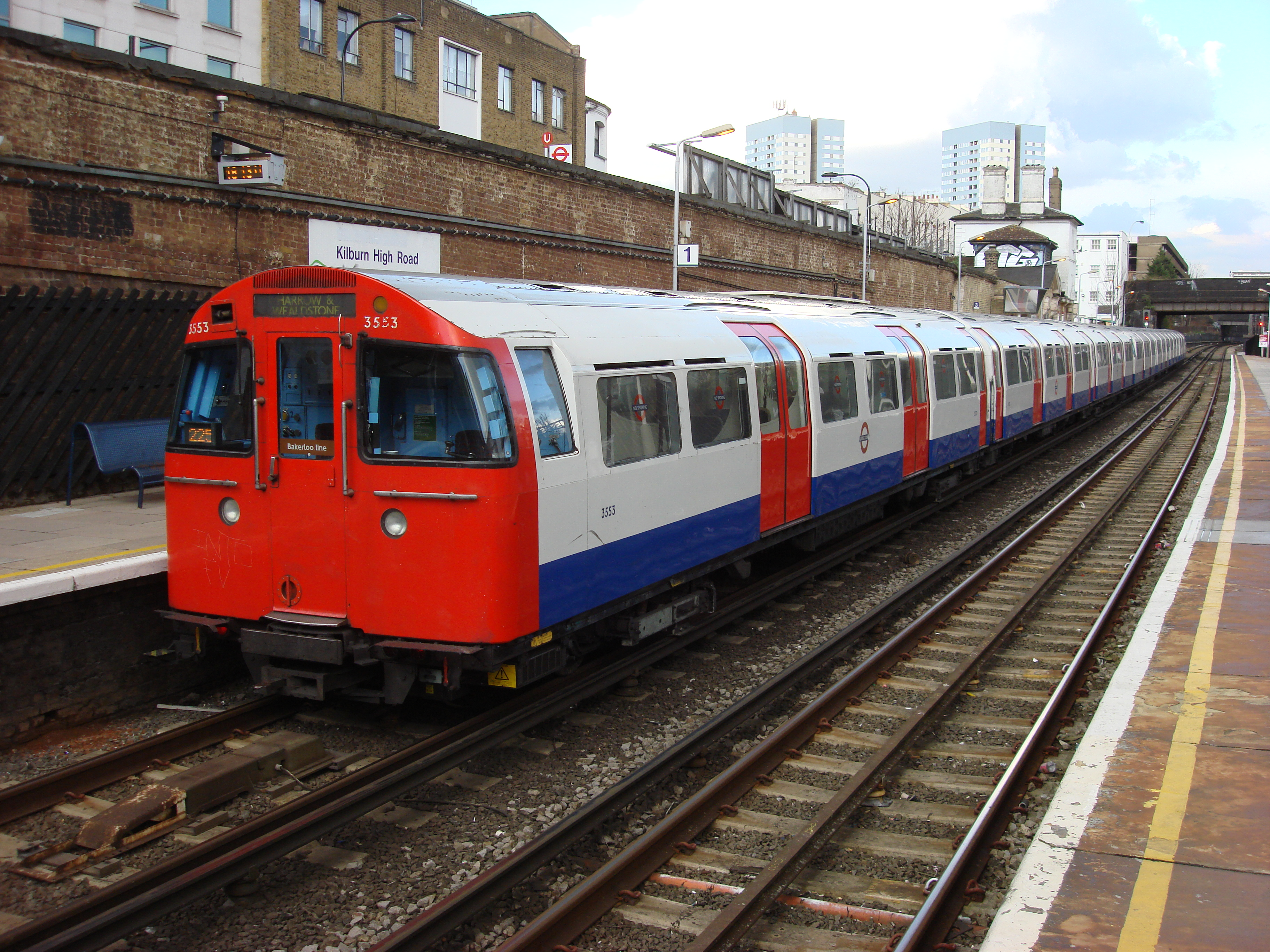
Zawracający na stacji pociąg metra
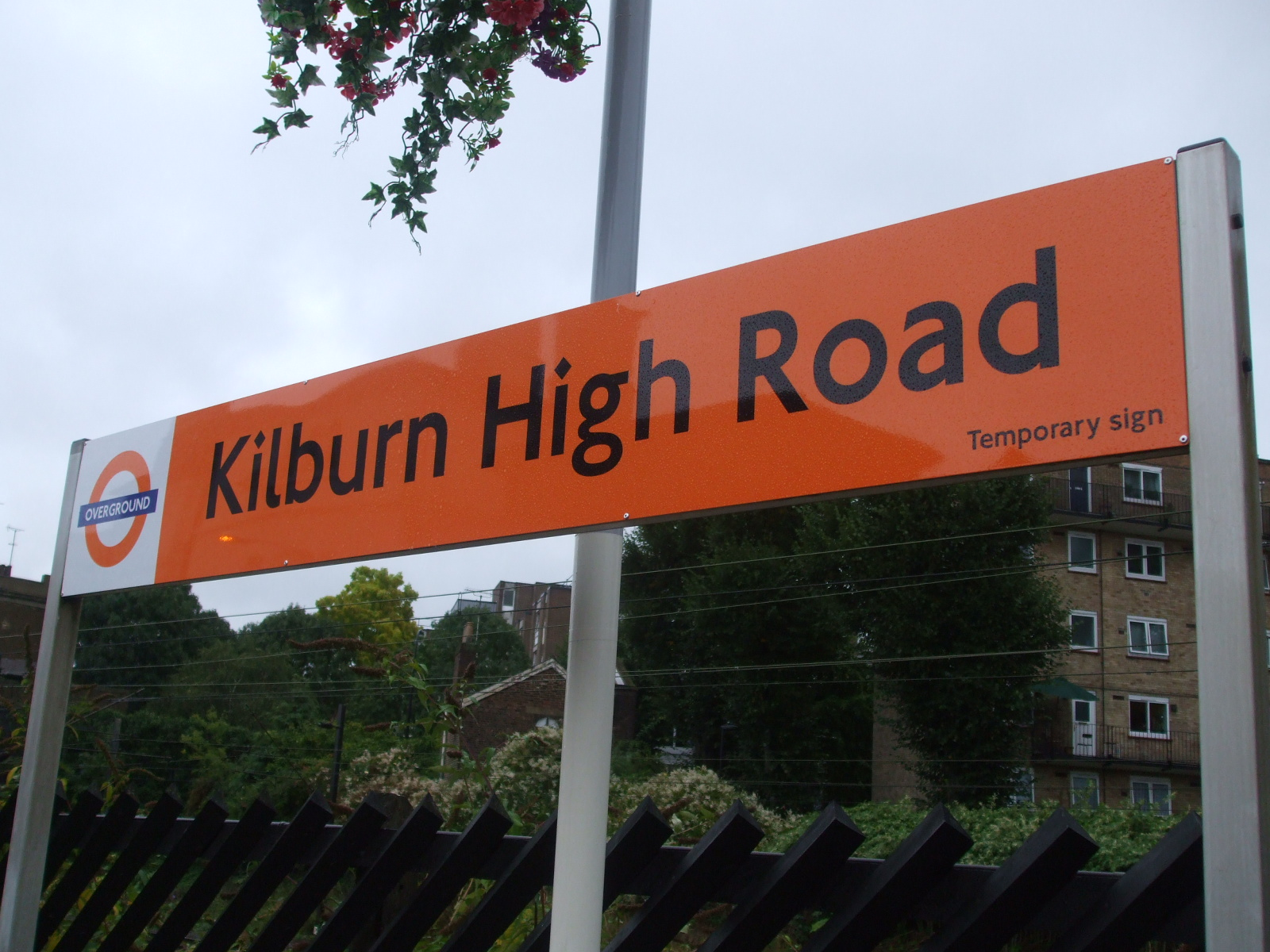
Tablica z nazwą stacji (w barwach London Overground)